# Georges Wilson
Georges Wilson (Champigny-sur-Marne, 7 de outubro de 1921 - 3 de fevereiro de 2010) foi um ator de cinema e televisão francês. Era pai do ator Lambert Wilson.